# Andorra la Vella
Andorra la Vella este capitala Principatului Andorra și este situată în Pirineii estici, între Franța și Spania. Principala industrie este turismul, deși țara câștigă mult prin faptul că este un paradis fiscal. Industria mobilei este prezentă.

## Geografie și climă

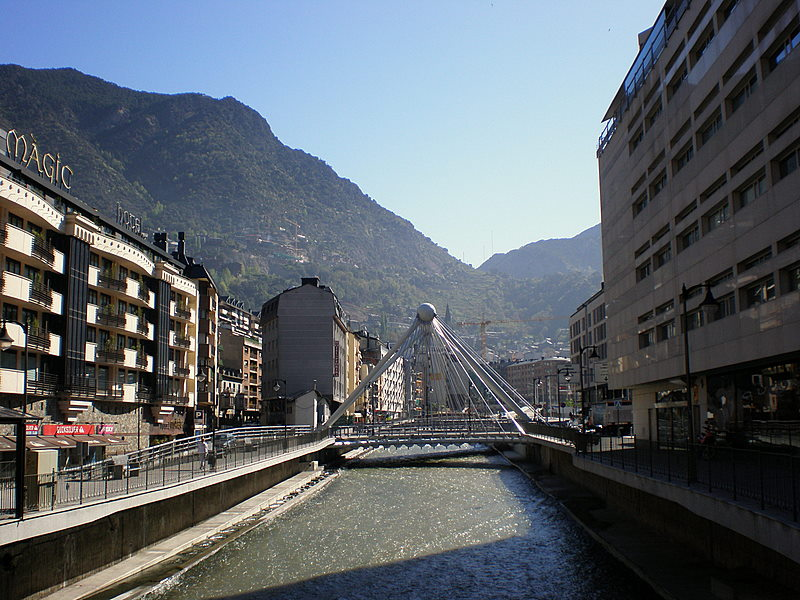
Râul Valira în Andorra la Vella

Andorra la Vella se află în sud-vestul Andorrei, la confluența a două pâraie montane, Valira del Nord și Valira del Orient, care formează Râul Valira. Aflat la altitudinea de 1.023 m, este cea mai înaltă capitală a Europei și stațiune de sporturi de iarnă. Are o climă temperată cu ierni reci și veri uscate. Temperaturile medii se încadrează între -1 °C în ianuarie până la aproximativ 20 °C în iulie; cad 808 mm de precipitații pe an.

## Istorie

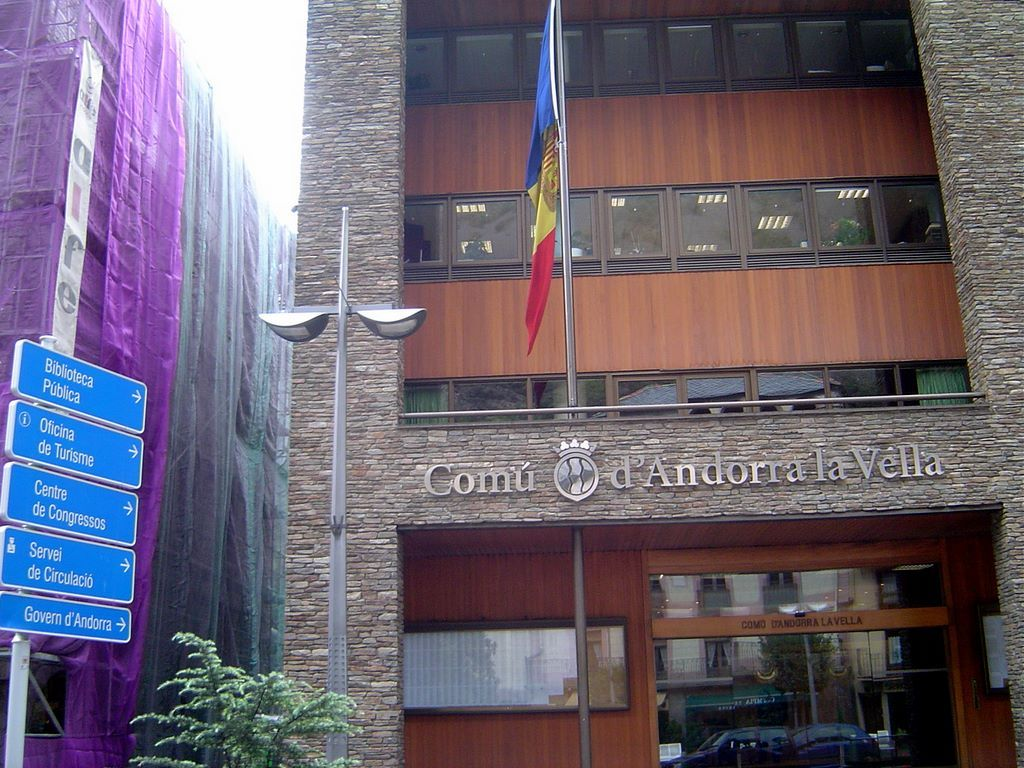
Primăria

Zona orașului Andorra la Vella (care se traduce prin „Andorra Veche”) a fost locuită dinaintea erei creștine — și anume de tribul andosinilor în neoliticul târziu. Statul este una dintre zonele denumite Marca Hispanica create și apărate de Carol cel Mare în secolul al VIII-lea împotriva coloniștilor mauri din Peninsula Iberică.
Așezarea a fost principalul oraș al Andorrei încă din 1278 când co-prinții francez și episcopal au căzut de acord asupra suveranității comune. Orașul vechi al Andorrei La Vella — Barri Antic — conține străzi și clădiri care datează din această perioadă. Cea mai importantă clădire este Casa de la Vall — construită la începutul secolului al XVI-lea — sediul parlamentului țării din 1707. Andorra la Vella a fost, în această perioadă, capitala unui stat feudal izolat, care și-a păstrat independența datorită principiului co-suveranității.
Până în secolul al XX-lea, zona din jurul orașului a rămas uitată; statul nu a luat parte la Tratatul de la Versailles, din singurul motiv că nu a fost observat. După dificultățile politice din anii 1930 și după o tentativă de lovitură de stat a Regelui Boris I, țara s-a îndreptat spre democrație.
În 1993, prima constituție a țării a consacrat principiul separației puterilor în stat, instituțiile centrale având sediul în Andorra la Vella.
Andorra a devenit și paradis fiscal la sfârșitul secolului al XX-lea și în capitală s-au construit sedii moderne de bănci și instituții financiare. Orașul s-a dezvoltat și ca stațiune de sporturi de iarnă, candidând chiar pentru organizarea Jocurilor Olimpice de Iarnă din 2010. Candidatura orașului Andorra la Vella nu a fost însă acceptată de Comitetul Olimpic Internațional, în urma raportului unei comisii de evaluare. Orașul a găzduit însă în 1991 și în 2005 Jocurile Statelor Mici ale Europei.

## Demografie și limbă
Andorranii localnici, etnici catalani, reprezintă doar o treime (33%) din populație, cel mai mare grup etnic fiind reprezentat de spanioli (43%), și alte minorități fiind portughezii (11%) și francezii (7%). Limba catalană este cea oficială, deși sunt vorbite și spaniola, portugheza și franceza. Majoritatea locuitorilor sunt romano-catolici, iar speranța de viață este de aproximativ 80 de ani.

## Transporturi
Orașul se află la aproximativ trei ore de parcurs cu mașina de cele mai apropiate aeroporturi, aflate la Toulouse, Girona, Perpignan și Barcelona. Acesta este rezultatul populației relativ mici și a reliefului muntos al împrejurimilor. De asemenea, orașul nu are gară, fiind legat printr-o linie de autobuze de gara din L'Hospitalet-près-l'Andorre, de pe teritoriul francez, de unde există legături feroviare cu Parisul, și de aeroportul El Prat din Barcelona.

## Cultură și turism
Centrul istoric al orașului este caracterizat prin străzi și case vechi de piatră. Església de Sant Esteve (Sfântul Ștefan) face parte din zona pe care ghidurile turistice o denumesc „zonă pitorească a orașului”. Ea a fost construită într-un stil romanic în secolul al XI-lea. Probabil cea mai veche clădire din oraș este o altă biserică, ce datează din secolul al IX-lea, Biserica Santa Coloma.
Orașul este principalul centru cultural al țării, Sala Guvernamentală de Expoziții fiind principalul teatru și muzeu. În piazza din fața clădirii parlamentului au loc mai multe evenimente culturale, orașul găzduind un festival muzical în fiecare iarnă.

## Economie
Andorra la Vella este principalul centru comercial al țării. În toată țara, 80% din PIB provine de la cei 10 milioane de turiști care vin în țară anual. În capitală își au sediul cele mai multe bănci și companii care profită de statutul de paradis fiscal al țării. Statul nu este membru al UE, dar are un acord vamal cu aceasta și utilizează moneda Euro.